# Péter Boross
 (décembre 2023).
Si vous disposez d'ouvrages ou d'articles de référence ou si vous connaissez des sites web de qualité traitant du thème abordé ici, merci de compléter l'article en donnant les références utiles à sa vérifiabilité et en les liant à la section « Notes et références ».
Péter Boross (né le 27 aout 1928) à Nagybajom est un homme d'État hongrois. Il est Premier ministre pendant six mois en 1993-1994.

## Biographie
Il fait des études de droit en 1951 à l'université Loránd Eötvös puis devient fonctionnaire jusqu'en 1957 date à laquelle il est licencié pour avoir joué un rôle dans l'insurrection de Budapest. Il trouve un emploi dans le domaine de la restauration puis dirige une entreprise dans ce secteur pendant une vingtaine d'années. En 1989 il prend sa retraite professionnelle. 
En 1990 József Antall le premier ministre en exercice le sollicite pour faire partie de son gouvernement. Il devient ministre sans portefeuille chargé des services de renseignements puis est nommé ministre de l'intérieur. En octobre 1991 il demande aux maires que les statues et les noms de rues qui rendent hommage aux héros de la révolution russe soient supprimés ou modifiés. Il rejoint en 1992 le Forum démocrate hongrois dont il devient le vice-président. À la mort de József Antall des suites d'une longue maladie, il est nommé le 12 décembre 1993 premier ministre et avalisé par le parlement le 21 décembre 1993. Il dirige un gouvernement de transition jusqu'aux élections générales en 1994 où il est élu député. Il perd son siège parlementaire en 1998. 
En 2006, il est réélu député puis ayant pris ses distances en 2009 avec la direction du Forum démocrate hongrois, il quitte le parti en janvier 2010. En juin 2010, il collabore avec Viktor Orbán dans l'élaboration d'une nouvelle constitution hongroise.